# Sveti Jernej nad Muto
Sveti Jernej nad Muto este o localitate din comuna Muta, Slovenia, cu o populație de 120 de locuitori.